# Лигонкио
Лиго̀нкио (на италиански: Ligonchio, на местен диалект Algûnc, Алгунч) е село в северна Италия, община Вентасо, провинция Реджо Емилия, регион Емилия-Романя. Разположено е на 949 m надморска височина.